# Celjski grofovi
Celjski grofovi (njem. Grafen von Cilli, slov. Celjski grofje, mađ.: Cillei grófok), velikaška dinastička obitelj. U 12. stoljeću poznati su pod imenom Žovneški i gospodari su posjeda u Savinjskoj dolini i Kranjskoj. Tijekom 14. stoljeća doživjeli su znatan uspon i proširili svoj utjecaj i posjede na Hrvatsku. Car Ludovik IV. Bavarski (1328. – 1347.) dodijelio im je naslov državnih grofova Celjskih, a kralj Žigmund Luksemburški (1387. – 1437.) naslov knezova Svetog Rimskog Carstva, čime su ostvarili izniman uspon i ugled među plemstvom.

## Povijest
Jedan od prvih, u izvorima dokumentiranih, članova roda bio je Gebhard I. Savinjski koji se spominje 1130. i 1144. godine. Isprva su bili gospodari grada Žovneka u Savinjskoj dolini. Godine 1322. nasljedstvom su postali gospodari Celja. Posjede su širili kupovinom i rodbinskim vezama. Fridrik I. Žovneški povezao se s Habsburgovcima kojima je predao svoje posjede i opet ih dobio na upravu kao feud, a dobio je i naslov državnog grofa. Ulrik I. (oko 1330. – 1368.) proširio je obiteljske posjede ženidbom za groficu Adelhajdu Ortenburg, a njegov brat Herman I. († 1385.) ženidbom za Katarinu, kćerku bosanskog bana Stjepana II. Kotromanića. Njih dvojica sudjelovali su 1345. godine u borbi kod Zadra, kao vitezovi, najamnici kralja Ludovika I. Anžuvinca (1342. – 1382.). Godine 1362. car Karlo IV. Luksemburški (1355. – 1378.) potvrdio je grofovski naslov Ulriku I., Hermanu I. i Ulrikovom sinu Vilimu, a 1372. godine Herman I. i Vilim postali su grofovi Svetog Rimskog Carstva.
Hermanov sin bio je Herman II. začetnik obiteljske moći. Oslanjanjem na Luksemburgovce, stekao je Međimurje i posjede u Hrvatskom zagorju, a 1406. naslov hrvatskog bana. Godine 1418. proširio je obiteljske posjede i vlast na grofovije Ortenburg i Sternberg te vlastelinstva u Koruškoj i Kranjskoj, dok su 1428. godine stekli Bihać i Krupu. Daljnji uspon obitelji Celjskih ostvaren je udajom Barbare Celjske (1392. – 1451.) za Žigmunda Luksemburškog.
Jačanje obitelji Celjskih nastavilo se i za Hermanova sina Fridrika II. († 1454.) i unuka Ulrika II., kojima je kralj Žigmund 1436. godine podijelio naslov državni knezovi Svetog Rimskog Carstva i time ih oslobodio vrhovništva Habsburgovaca. Daljnjim ženidbenim vezama proširili su svoju vlast i utjecaj na Hrvatsku i Slavoniju, a uplitali su se i u unutrašnje prilike Ugarske, Češke i Austrije. Također, pretendirali su i na kraljevske krune u Bosni i Austriji.
Bili su u sukobu s velikaškom obitelji Hunyadi s kojima su se pomirili 1451. godine, no za vrijeme bitke kod Beograda protiv Turaka, Ulrik II. se opet sukobio s Ladislavom Hunyadijem te je u svađi ubijen i s njime je 1456. godine izumrla obitelj Celjskih grofova.

## Popis Celjskih grofova
- Ulrik I. (1331. – 1368.)
- Herman I. (1332./34. – 1385.)
- Vilim (1361./62-1392.)
- Herman II. (o. 1365. – 1435.)
- Fridrik II. († 1454.)
- Ulrik II. (1407. – 1456.)